# Plecoptera reversa
Plecoptera reversa är en fjärilsart som beskrevs av Walker 1858. Plecoptera reversa ingår i släktet Plecoptera och familjen nattflyn. Inga underarter finns listade i Catalogue of Life.